# Попенхаузен
Попенхаузен је једноставна и лака двоседа ваздухопловна једрилица намењена за напредну обуку летача (обука са инструктором). Назив је добила по немачком граду Попенхаузу у коме је живео и радио Александар Шлајхер (Aleksander Scheicher) произвођач једрилица.

## Пројектовање и развој
За напреднију обуку једриличара после основне обуке на клизачима Цеглинг конструисана је двоседа једрилица у којој ученик може стећи искуство летења уз помоћ инструктора. Конструктори ове летелице су били Ханс Јакобс (Hans Jacobs) и Александар Липиш (Alexander Lippisch) који је касније постао познат по конструкцији ракетног авиона - летећег крила, Месершмит Me 163 Комет (Messerschmitt Me 163 Komet). Прва верзија Попенхаузен је полетела 1928. године. Једрилица је била успешна тако да је Александар Шлајхер захваљујући њој учврстио фирму која и данас производи једрилице.

### Технички опис
Двоседа једрилица - Попенхаузен је била мешовите конструкције. Труп једрилице је била решеткаста челична конструкција која је уз помоћ окова била везама за остале делове летилице. На челичну конструкцију трупа била је причвршћена кабина у облику гондоле у коју су се комотно могла сместити два члана посаде ученик и инструктор. Управљање једрилицом се обављало помоћу пилотске палице и ножним педалама које су челичним сајлама биле повезане са извршним органима (крилца и кормила). Команде за управљање једрилицом су биле удвојене. Ученик и инструктор су у једрилици седели у тандем распореду један иза другог. Крило је било правоугаоног облика са заобљеним крајевима, дрвене конструкције са две рамењаче пресвучена импрегнираним платном. Крило је било причвршћено за труп преко носача попут балдахина а одоздо је било укрућено са по две упорнице са сваке стране. На исти начин су конструктивно изведене и репне површине, хоризонтални и вертикални стабилизатори као и кормила висине и правца. Стајни трап ове једрилице се састојао из металне санке на кљуну једрилице испод кабине пилота и еластичне дрљаче на репу.

## Карактеристике
Карактеристике једрилицe Попенхаузен
| Финеса    | 1 : 16,4 |
| Димензије | - посада 2 члан - размах крила 14,60 m - дужина 7,20 m - површина крила 22,90 m2 - аеропрофил крила Göttingen 358 - макс. оптеречење крила; 13,5 kg/m2 - минимално пропадање 0,88 m/s |
| Маса      | - сопствена 150 kg - полетна 310 kg - водени баланс; нема |

## Оперативно коришћење
У земунском Икарусу је 1928. године основано Спортско друштво Икарус које је као прво у земљи почело да се бави ваздушним једрењем. У погонима Икаруса су исте године направљене 2 једрилица овог типа. Пробни лет је обавио студент технике Димитрије Лансберг, који је школу летења на једрилицама завршио у Немачкој. Он је уједно био конструктор, градитељ једрилица и наставник у школи за безмоторно летење. Ово се сматра почетком једриличарског спорта у нашој земљи. Једна од ових једрилица је моторизована у београдској фабрици авиона Рогожарски.

## Земље које су користиле ову једрилицу
| - Чехословачка - Аустрија - Аустралија - Мађарска - Канада - Велика Британија | - Холандија - Немачка - Швајцарска - Шведска - Краљевина Југославија |